# Рада Великого Лондона
Рада Великого Лондона (англ. Greater London Council) (GLC) — вищий адміністративний орган місцевого самоврядування Великого Лондона з 1965 по 1986 рік. Він замінив попередню Раду графства Лондона (LCC), яка охоплювала набагато меншу територію. GLC було розпущено в 1986 році Законом про місцеве самоврядування 1985 року, і його повноваження передано лондонським районам та іншим організаціям. У 2000 році було створено новий адміністративний орган, відомий як Адміністрація Великого Лондона (GLA).

## Створення
GLC було засновано Законом про уряд Лондона 1963 року, який мав на меті створити новий орган, який охоплював би більшу частину Лондона, а не лише внутрішню частину агломерації, додатково включаючи та надаючи повноваження новоствореним районам Лондона в загальну адміністративну структуру.
У 1957 році під керівництвом сера Едвіна Герберта було створено Королівську комісію з питань місцевого самоврядування у Великому Лондоні, і в 1960 році вона повідомила про створення 52 нових районів Лондона як основи для місцевого самоврядування. Він також рекомендував, щоб LCC був замінений більш слабким стратегічним органом, відповідальним за громадський транспорт, схеми доріг, будівництво та реконструкцію житла. Велика Лондонська група, дослідницький центр вчених у Лондонській школі економіки, також доклала значних зусиль для звіту комісії та остаточного створення GLC. Вибори до нової Ради Великого Лондона відбулися 9 квітня 1964 року, і тоді стара Рада округу Лондон пішла в історію.

## Повноваження
GLC відповідала за управління стратегічними службами, такими як пожежна служба, планування надзвичайних ситуацій, утилізація відходів і запобігання повеням. GLC поділила відповідальність з районами Лондона за забезпечення доріг, житла, містобудування та дозвілля. Вона мала дуже обмежену роль у прямому наданні послуг, більшість функцій покладалися на лондонські райони.
GLC не перебрала контроль над громадським транспортом від Лондонської транспортної ради до 1970 року та втратила контроль Лондонському регіональному транспорту в 1984 році. Згідно з Актом 1963 року GLC мала розробити План розвитку Великого Лондона. План охоплював широку сферу діяльності: зміни населення, зайнятість, житло, забруднення, транспорт, дороги, центральні райони, зони зростання та розвитку, міські відкриті простори та міський ландшафт, громадські послуги та комунальні послуги та стандарти планування. План передбачав комплексну реконструкцію Ковент-Гардена та створення центральної лондонської автострадної петлі. План підлягав розслідуванню, яке тривало з липня 1970 року до травня 1972 року. Кампанія порятунку Ковент-Гарден разом із різноманітною опозицією з інших питань значною мірою зірвала цей план.

## Склад і політичний контроль

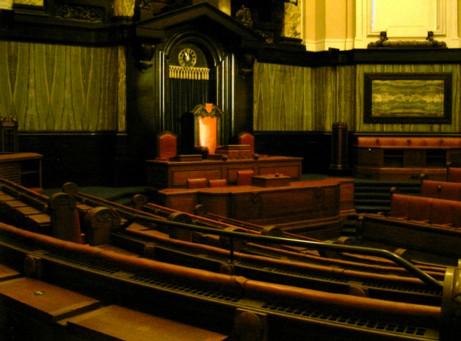
Зала Ради GLC, від більшості лав

Кожні з шести виборів до GLC вигравала провідна національна опозиційна партія, причому урядова партія посідала друге місце на виборах до GLC.
Перші вибори GLC відбулися 9 квітня 1964 року. Кожне з нових округів обирало певну кількість представників за системою блокового голосування. Незважаючи на сподівання консерваторів, перший GLC складався з 64 лейбористів і 36 консерваторів, а лідер лейбористської групи Білл Фіске став першим лідером ради.
На наступних виборах у 1967 році непопулярність національного лейбористського уряду призвела до значної перемоги консерваторів з 82 місцями проти 18 місць у лейбористів. Десмонд Пламмер став першим лідером консервативного уряду в Лондоні за 33 роки. Консерватори зберегли контроль у 1970 році зі скороченою більшістю.
У 1972 році виборча система була реформована, щоб запровадити одномандатні округи для виборів після конкурсу 1973 року та подовжити термін повноважень до чотирьох років. Лейбористи боролися на виборах 1973 року на твердо соціалістичній платформі та перемогли з 57 місцями проти 33 для консерваторів. Ліберали отримали два місця.

### Вибори до GLC
Результати були настуаними:
|          | Загальний контроль | Загальний контроль | Консерватори | Лейбористи | Ліберали |
| 1981 рік |                    | Лейбористи         | 41           | 50         | 1        |
| 1977 рік |                    | Консерватори       | 64           | 28         | –        |
| 1973 рік |                    | Лейбористи         | 32           | 58         | 2        |
| 1970 рік |                    | Консерватори       | 65           | 35         | –        |
| 1967 рік |                    | Консерватори       | 82           | 18         | –        |
| 1964 рік |                    | Лейбористи         | 36           | 64         | –        |

## Примітні схеми

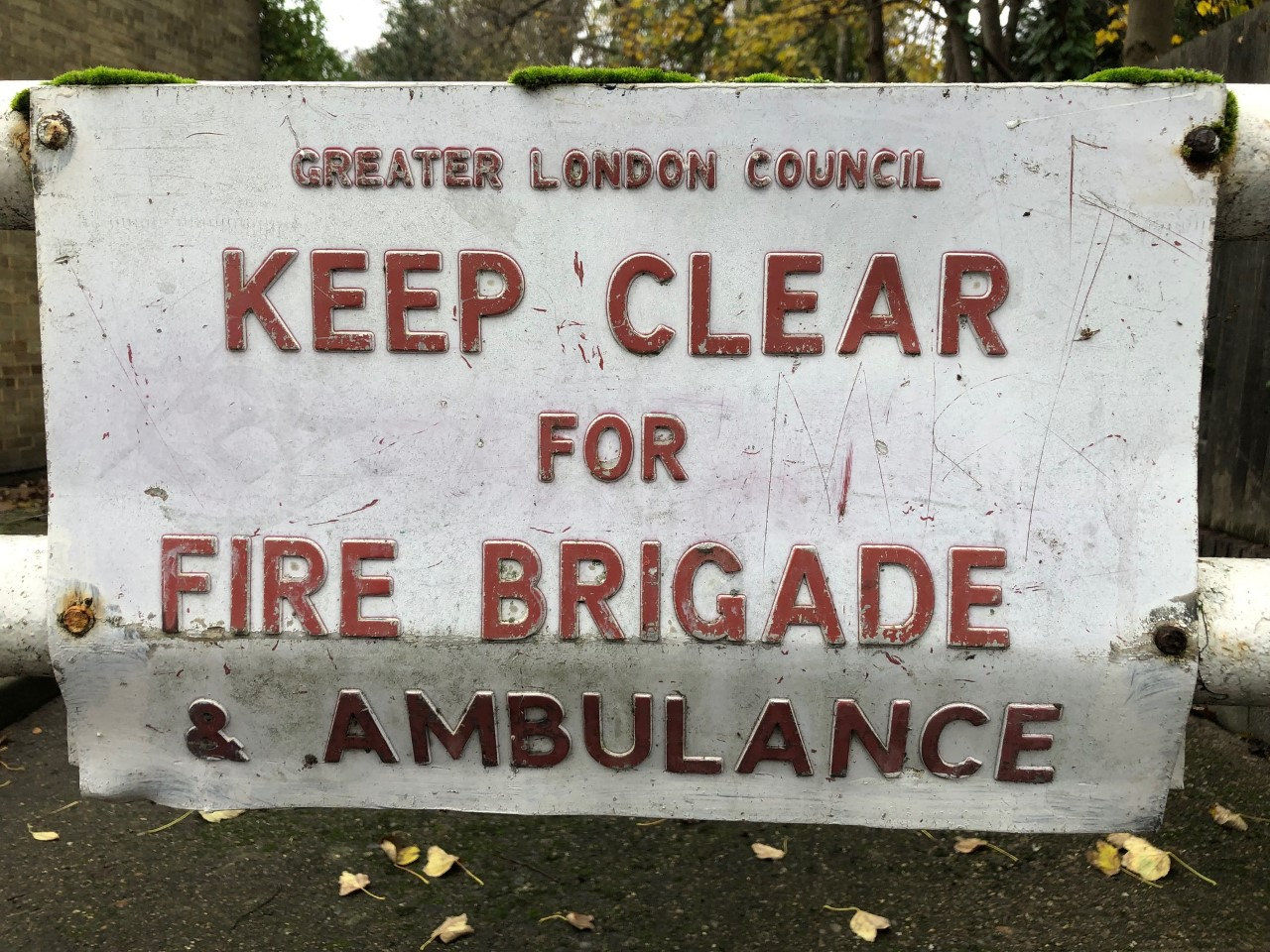
Вивіска GLC на житловому масиві в лондонському районі Льюішем у 2022 році

Найбільш помітною та успішною схемою GLC було будівництво Темзового бар’єру, яке відбулося між 1974 і 1982 роками і вартістю 534 мільйони фунтів стерлінгів. Дехто вважав це марнославним проектом GLC, але з часом думка людей змінилася: бар’єр використовувався тридцять п’ять разів у 1990-х роках і піднімався сімдесят п’ять разів у першому десятилітті двадцять першого століття через підвищення рівня моря. рівнях. У 1969 році GLC оголосила про свої плани щодо Лондонських кільцевих доріг, які були трьома автомагістралями, які були запропоновані раз і назавжди вирішити проблему дорожнього руху Лондона. Однак ця схема зустріла сильний спротив, оскільки передбачала знесення 30 000 будинків. Схема дороги Westway була відкрита в 1970 році і сприйнята як бачення майбутнього. Перегляд запланованих кільцевих доріг відбувся між 1970 і 1972 роками. Було зроблено висновок, що будівництво слід розпочати на суперечливій кільцевій дорозі 1, щоб зменшити затори в центрі Лондона, але що інші потребують переосмислення. Зовнішня кільцева дорога отримала добро в 1973 році та відкрита в 1986 році як автомагістраль M25. Решту планів GLC Ringway було остаточно згорнуто у 1980-х роках через спротив громадськості. Це означало, що столицю залишили в набагато більшому людському масштабі, ніж це могло бути, але також означало, що Лондон залишився з вічно невирішеною проблемою руху.

## Заміна

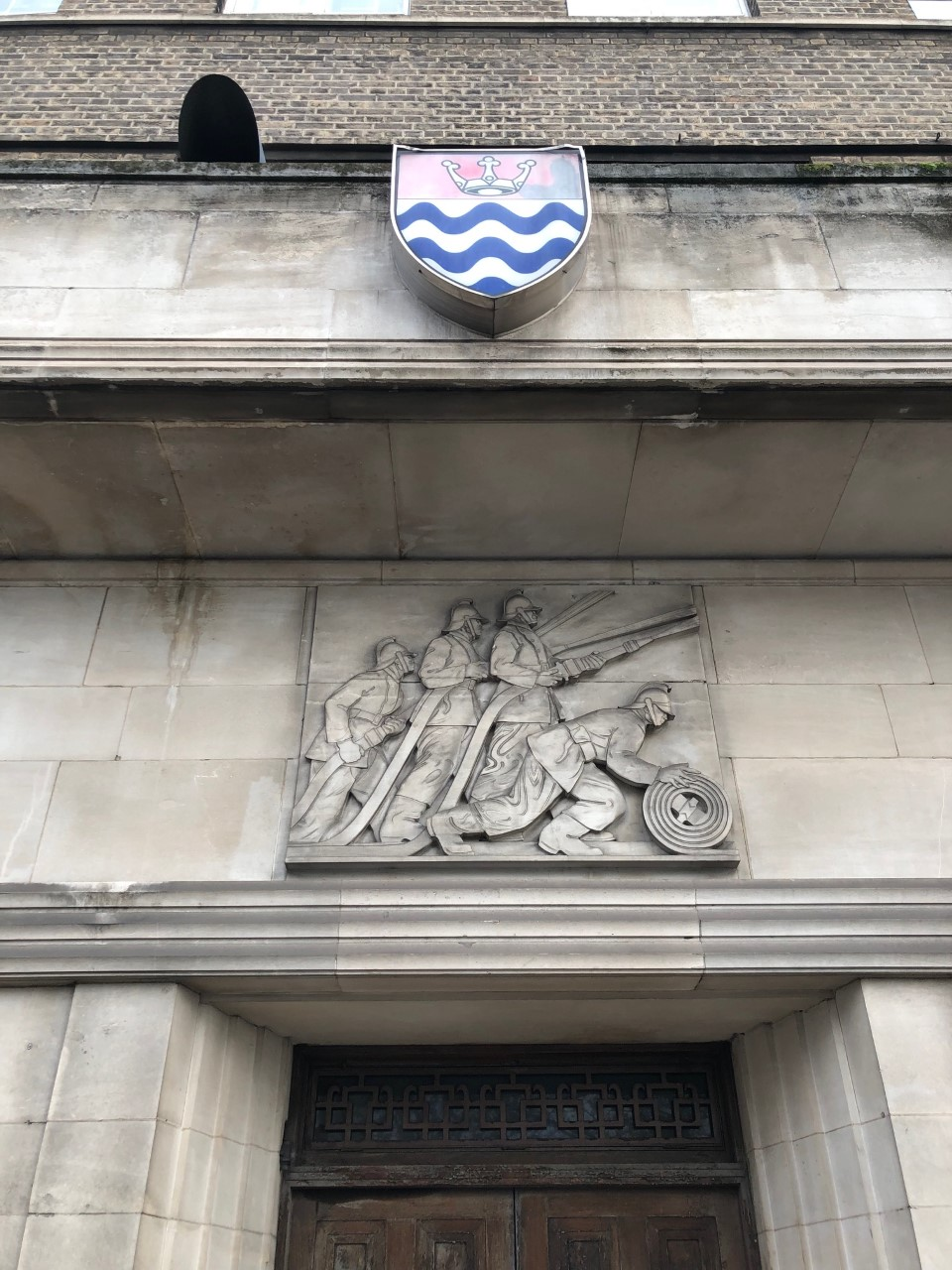
Герб GLC на старій пожежній станції на набережній Альберта, Ламбет, у 2022 році

Велика частина повноважень GLC була передана лондонським районам. Деякі повноваження, як-от пожежна служба, були передані об’єднаним радам, що складалися з радників, призначених районами – дивіться, наприклад, органи управління відходами у Великому Лондоні. Загалом близько 100 організацій відповідали за надання послуг у Великому Лондоні.

## Лідери GLC
| Номер | Зображення | Лідер                             | термін         | Партія | Партія       |
| ----- | ---------- | --------------------------------- | -------------- | ------ | ------------ |
| 1     |            | Білл Фіске (1905–1975)            | 1964–1967 роки |        | Лейбористи   |
| 2     |            | Десмонд Пламмер (1914–2009)       | 1967–1973 роки |        | Консерватори |
| 3     |            | Сер Реджинальд Гудвін (1908–1986) | 1973–1977 роки |        | Лейбористи   |
| 4     |            | Сер Хорас Катлер (1912–1997)      | 1977–1981 роки |        | Консерватори |
| 5     |            | Кен Лівінгстон (1945 р.н.)        | 1981–1986 роки |        | Лейбористи   |

Хронологія